# .ax
.ax는 올란드 제도의 인터넷 국가 코드 최상위 도메인이다. 2006년 도입된 도메인인데, 예전에는 올란드 제도의 웹사이트들은 .aland.fi 서브도메인 하에 있었다.

## 역사
2006년 2월 17일, 핀란드 의회가 .ax 도메인도 핀란드의 최상위 도메인에 넣도록 하는 법률 개정안을 통과시켰다. 3년간, aland.fi 서브도메인을 단계적으로 폐지하되, .ax 서브도메인을 병용하는 안이었으며, 향후 aland.fi 서브도메인 하의 등록이 불가하며, 현재의 모든 aland.fi 서브도메인 소유자는 그에 합당한 .ax 도메인을 받는다는 안이었다.
2006년 3월 17일, 핀란드 대통령 타르야 할로넨이 법안에 서명을 하였다. 법안은 2006년 3월 27일부터 효력을 가졌다. 올란드 제도 정부는 법 개정의 후속 조치로 즉시 도메인 등록을 받기 시작하였다.
6월 9일, ICANN이 .ax 최상위 도메인을 올란드 제도 정부에 위임(delegating)하는 것을 승인하였다. 2006년 6월 21일 .ax 도메인이 루트 존(root zone)에 추가되었으며, 2006년 8월 15일 활성화되었다.

## 등록 요건
.ax 도메인 네임은 다음의 경우 허가된다:
- 올란드 제도에 주민등록되어 있는 사람, 혹은 올란드 제도에 적을 둔 사업체를 갖고 있는 법인.
- 올란드 제도에서 활동하거나 등록한 적이 있는 공공 부문 조직, 공기업, 독립된 공공 기관, 협회.
- 올란드 제도 시민, 혹은 자치단체법에 근거하여 영주권을 가진, 15세 이상의 개인.[4]